# Esenbeckia schusteri
Esenbeckia schusteri är en tvåvingeart som beskrevs av Philip 1973. Esenbeckia schusteri ingår i släktet Esenbeckia och familjen bromsar.
Artens utbredningsområde är Chihuahua (Mexiko). Inga underarter finns listade i Catalogue of Life.